# Intersport Heilbronn Open 1990
L'Intersport Heilbronn Open 1990 è stato un torneo di tennis facente parte della categoria ATP Challenger Series nell'ambito dell'ATP Challenger Series 1990. Il montepremi del torneo era di $100.000 ed esso si è svolto nella settimana tra il 22 gennaio e il 28 gennaio 1990 su campi in sintetico indoor. Il torneo si è giocato nella città di Heilbronn in Germania.

## Vincitori

### Singolare
Milan Šrejber ha sconfitto in finale  Alexander Mronz con il punteggio di 7–6, 4–6, 7–6

### Doppio
David Rikl /  Tomáš Anzari hanno sconfitto in finale  Byron Talbot /  Jörgen Windahl con il punteggio di 6–4, 6–4